# Rybice
Rybice  (deutsch Riebitz) ist ein Dorf im Schulzenamt Gostyń in der Gemeinde Świerzno (Schwirsen) im Powiat Kamieński (Kreis Cammin in Pommern) in der Woiwodschaft Westpommern in Polen.

## Geographische Lage
Rybice liegt in Hinterpommern, nördlich vom Gemeindesitz Świerzno, 11 Kilometer nordöstlich von der Kreisstadt Kamień Pomorski (Cammin in Pommern) und 71 Kilometer nördlich von der Woiwodschaftshauptstadt Stettin (Szczecin). Das Dorf befindet sich zwei Kilometer südlich von der Ostseeküste und dem Badeort Pobierowo (Poberow).

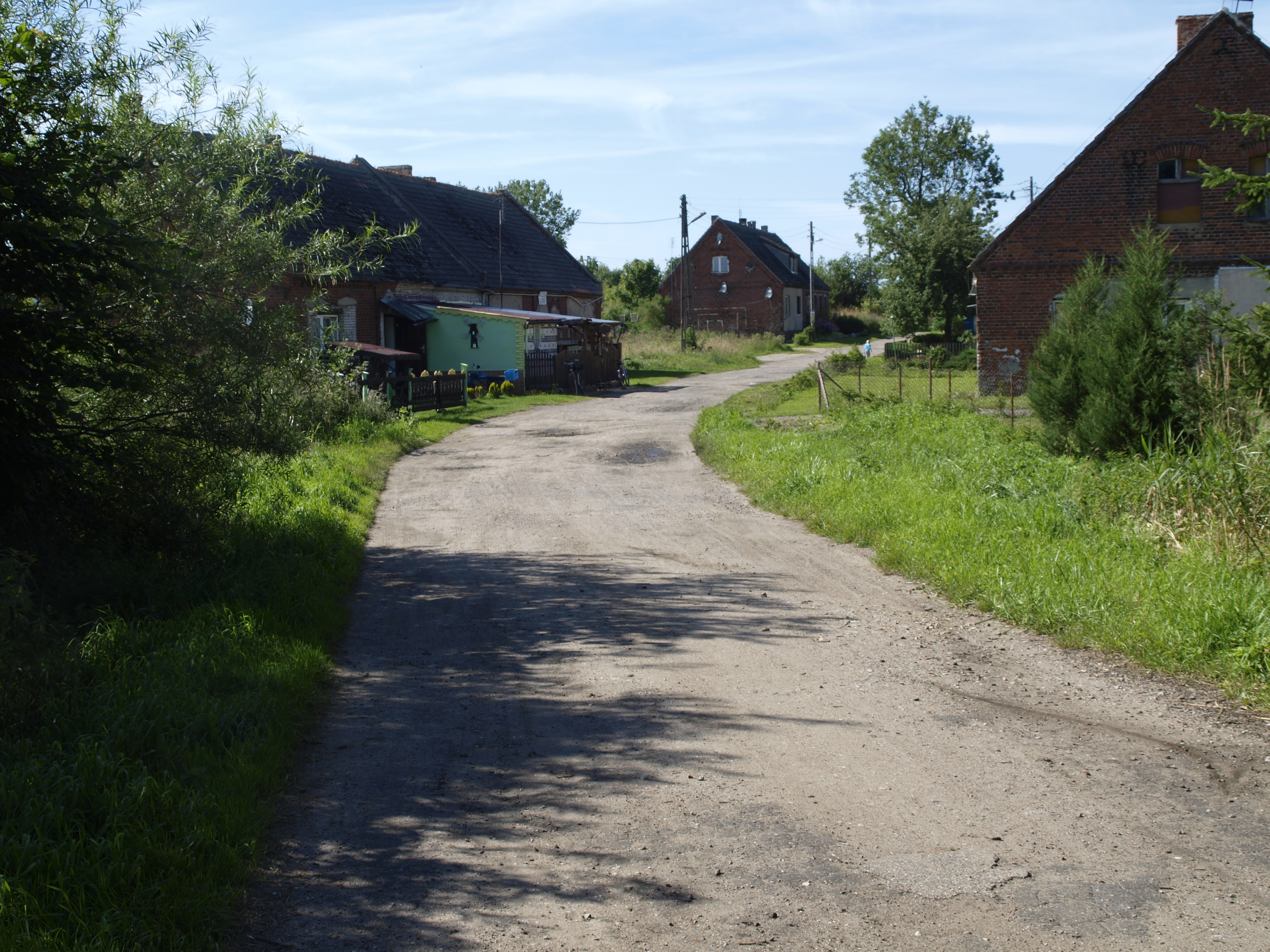
Rybice von Gostyń kommend (2012)

## Geschichte
Rybice wird 1364 erstmals in historischen Quellen erwähnt. 1390 wird es als adeliger Wohnsitz im Besitz von David von Brockhusen, Herr auf Lüskow, Zoldekow, Riebitz und Groß Justin, erwähnt.
1655, immer noch im Besitz der Adelsfamilie wurde das Dorf durch einen Bauern mit 1/1/2 Hufen Land, sowie einem Kossäten mit 1/2 Hufen Land und einem Kleinkossäten mit 1/8 Hufen Land bewirtschaftet.
1782 hat Riebitz zwei Vorwerke, einen Bauern, einen Halbbauern, zwei Kossäten, zusammen acht Feuerstellen. Durch Erbschaft war Riebitz in drei Brockhausensche Lehen aufgeteilt. Riebitz A mit dem Vorwerk Baldebus A (polnisch Białobudż), der späteren Siedlung Baldebus, war der adelige Wohnsitz. Riebitz B mit dem Vorwerk Baldebus B und dem durch einen Halbbauern bewirtschafteten Riebitz C.
1929 hat Riebitz A 4 Einwohner, Riebitz B 162 Einwohner.
Nach 1929 erfolgte der Zusammenschluss von Riebitz A und B zur Landgemeinde Riebitz im Amtsbezirk Groß Justin.
1933 wohnten in Riebitz 157 Einwohner und 1939 hatte das Dorf 153 Einwohner.
1903 wurde bei Riebitz ein slawisches Tongefäß mit gemischtem Hacksilberinhalt gefunden. Hierin befanden sich überwiegend deutsche Münzen datiert in der Zeit 936 bis 995 sowie Schmuck und Barrenstäbe.
Bis 1945 befand sich das Dorf im Landkreis Cammin i. Pom. Nach dem Zweiten Weltkrieg kam das bisher deutsche Dorf unter polnische Verwaltung. Die deutsche Bevölkerung wurde vertrieben. Von 1945 bis 1954 gehörte das Dorf zur Gemeinde Gostyń. 1999 kam das Dorf zur Woiwodschaft Westpommern und zum Powiat Kamieński.